# Mecz Gwiazd PlusLigi
Mecz Gwiazd PlusLigi – po raz pierwszy w historii taka impreza miała miejsce 17 stycznia 2009. Celem corocznego „Meczu Gwiazd PlusLigi” jest zbiórka pieniędzy dla siatkarzy potrzebujących pomocy. Wydarzeniu temu patronuje Polkomtel S.A., operator sieci Plus, główny sponsor polskiej siatkówki. Składy drużyn wybierają kibice w głosowaniach internetowych. W każdej imprezie organizowany jest również konkurs „Złotego Gwoździa”.

## Sezon 2008/2009
W sobotę (17 stycznia 2009) w Warszawie po raz pierwszy w historii naszej siatkówki zmierzyły się polskie i zagraniczne gwiazdy męskiej siatkówki wybrane przez kibiców w głosowaniu internetowym. Zawodnicy polscy zagrali w strojach czerwonych, a zagraniczni – w niebieskich.
|  | Polska | 0:3(23:25, 19:25, 19:25) | Zagranica |  |
|  |        | 0:3(23:25, 19:25, 19:25) |           |  |

Miejsce: Arena Ursynów w Warszawie
Skład zespołu Polaków:
- R Paweł Zagumny - (AZS Olsztyn)
- R Paweł Woicki - (Asseco Resovia)
- P Marcin Wika - (Asseco Resovia)
- P Dawid Murek - (PGE Skra Bełchatów)
- P Michał Bąkiewicz - (PGE Skra Bełchatów)
- P Zbigniew Bartman - (Domex Tytan AZS Częstochowa)
- A Mariusz Wlazły - (PGE Skra Bełchatów)
- A Paweł Papke - (Asseco Resovia)
- S Daniel Pliński - (PGE Skra Bełchatów)
- S Łukasz Kadziewicz - (Trefl Gdańsk)
- S Robert Szczerbaniuk - (ZAKSA Kędzierzyn-Koźle)
- L Paweł Zatorski - (Domex Tytan AZS Częstochowa)

Trenerzy:
- Krzysztof Stelmach - (ZAKSA Kędzierzyn-Koźle)
- Mariusz Sordyl - (AZS Olsztyn)

Skład zespołu obcokrajowców:
- R Miguel Ángel Falasca - (PGE Skra Bełchatów)
- R Michal Masný - (ZAKSA Kędzierzyn-Koźle)
- P Stéphane Antiga - (PGE Skra Bełchatów)
- P Guillaume Samica - (Jastrzębski Węgiel) – nie zagrał z powodu kontuzji
- P Olli Kunnari - (AZS Olsztyn)
- P Terence Martin - (ZAKSA Kędzierzyn-Koźle)
- A Jakub Novotný - (ZAKSA Kędzierzyn-Koźle)
- A Mikko Oivanen - (Asseco Resovia)
- S Janne Heikkinen - (PGE Skra Bełchatów)
- S Ihosvany Hernández - (Asseco Resovia)
- S Jurij Hładyr - (AZS Politechnika Warszawska)
- L Marko Samardžić - (Trefl Gdańsk)

Trenerzy:
- Daniel Castellani - (PGE Skra Bełchatów)
- Ljubomir Travica - (Asseco Resovia)

Nagrody indywidualne:
- Gracz spotkania: Terence Martin
- Zwycięzca konkursu „Złotego Gwoździa”: Zbigniew Bartman

Objaśnienie znaków: R - rozgrywający, P - przyjmujący, A - atakujący, S - środkowy, L - libero

## Sezon 2009/2010
II edycja Meczu Gwiazd PlusLigi odbyła się 13 lutego 2010 roku w hali widowiskowo-sportowej Torwar w Warszawie. Wydarzenie to zostało objęte honorowym patronatem przez Prezydent m.st. Warszawy Hannę Gronkiewicz-Waltz.
Gracze „Północy” wystąpili w biało-czerwonych, natomiast gracze „Południa” – w biało-czarnych strojach.
|  | Północ | 2:0(38:36, 25:22) | Południe |  |
|  |        | 2:0(38:36, 25:22) |          |  |

Miejsce: Torwar w Warszawie
Skład zespołu Północy:
- 1. Miguel Ángel Falasca „Michał Anioł” – (PGE Skra Bełchatów)
- 2. Mariusz Wlazły „Szampon” – (PGE Skra Bełchatów)
- 3. Piotr Gacek „Gato” – (PGE Skra Bełchatów)
- 3. Piotr Gruszka „Grucha” – (Delecta Bydgoszcz)
- 4. Daniel Pliński „Papa” – (PGE Skra Bełchatów)
- 5. Paweł Woicki „Mały” – (Delecta Bydgoszcz)
- 6. Karol Kłos „Wąski” – (Neckermann AZS Politechnika Warszawska)
- 7. Bartosz Kurek „Kuraś” – (PGE Skra Bełchatów)
- 10. Grzegorz Szymański „Gelu” – (Delecta Bydgoszcz)
- 13. Martin Sopko „Snapso” – (Delecta Bydgoszcz)
- 17. Marcin Możdżonek „Możdżi” – (PGE Skra Bełchatów)
- 18. Michał Bąkiewicz „Bąku” – (PGE Skra Bełchatów)

Trenerzy:
- Jacek Nawrocki – (PGE Skra Bełchatów)
- Waldemar Wspaniały – (Delecta Bydgoszcz)

Skład zespołu Południa:
- 1. Wojciech Grzyb „Grzybek” – (Asseco Resovia)
- 2. Igor Yudin „Igson” – (Jastrzębski Węgiel)
- 3. Grzegorz Łomacz „Gregor” – (Jastrzębski Węgiel)
- 4. Pawieł Abramow „Abrams” – (Jastrzębski Węgiel)
- 5. Rafael Redwitz „Rafa” – (Asseco Resovia)
- 6. Marcin Wika „Pinio” – (Asseco Resovia)
- 7. Aleh Achrem „Alek” – (Asseco Resovia)
- 8. Patryk Czarnowski „PC” – (Jastrzębski Węgiel)
- 10. Robert Szczerbaniuk „Benek” – (ZAKSA Kędzierzyn-Koźle)
- 13. Jakub Jarosz „Jarski” – (ZAKSA Kędzierzyn-Koźle)
- 16. Michał Ruciak „Rucek” – (ZAKSA Kędzierzyn-Koźle)
- 16. Krzysztof Ignaczak „Igła” – (Asseco Resovia)

Trenerzy:
- Krzysztof Stelmach – (ZAKSA Kędzierzyn-Koźle)
- Roberto Santilli – (Jastrzębski Węgiel)

Indywidualne wyróżnienia:
- MVP Północy: Piotr Gacek
- MVP Południa: Jakub Jarosz
- Zwycięzca konkursu „Złotego Gwoździa”: Bartosz Kurek

Objaśnienie znaków: 1.-18. – numery, z jakimi wystąpili zawodnicy (powtarzające się numery to libero – Gato i Igła); „x” – pseudonimy, z jakimi wystąpili zawodnicy